# クリスティン・カヴァラーリ
クリスティン・カヴァラーリ（Kristin Elizabeth Cavallari , 1987年1月5日 - )は、アメリカ合衆国の女優、リアリティショータレント。2004年、MTVのリアリティ番組『ラグナビーチ』に出演したことで有名になった。
身長157cm。

## 生い立ち
デンバーで生まれるが、両親が離婚したため母親にひきとられイリノイ州バーリントンへ移る。
のちに母親の再婚相手や連れ子とうまくいかなくなり、実父と実兄のいるカリフォルニア州ラグナビーチへ移る。

## キャリア

### リアリティ番組
クリスティンが高校3年の時『ラグナビーチ』シーズン1がスタートし、この番組を機に一躍スターとなったローレン・コンラッドとスティーブン・コレッティをめぐる三角関係を繰り広げた。
シーズン2では、高校4年になったクリスティンをとりまく人間関係が主になり、クリスティンは主役級の扱いになった。クリスティン達が卒業して、地元ラグナビーチから旅立つまでが描かれた。
その後『ラグナビーチ」のスピンオフであるリアリティ番組『The Hills』』シーズン5、6にも出演。
『The Hills』は、『ラグナビーチ』でクリスティンとライバル関係にあったローレン・コンラッドが主役を務めていたが、彼女がシーズン5で降板した為、クリスティンが主役に抜擢された。『The Hills』はシーズン6で終了。
2009年9月、Daily BeastがMTVの人気リアリティドラマ『The Hills』のキャストのギャラを明らかにした。記事によると、キャストの中で3番目に高いのがクリスティンで1エピソードあたりの出演料が9万ドル（日本円で約900万円）だったという。
2011年『アメリカズ・ネクスト・トップ・モデル』（シーズン17）でゲスト審査員をつとめた。
同年9月『ダンシング・ウィズ・ザ・スターズ』（シーズン13）に、同番組で2度優勝経験のあるマーク・バラスのパートナーとして出場。1週目でチャチャチャを踊り、高得点をマークした。2週目もクイックステップで勝ち進んだが、3週目のサンバで視聴者投票に破れ姿を消した。

### TVドラマ
『ラグナビーチ』出演後は、『ヴェロニカ・マーズ』『Cane』『CSI:ニューヨーク』などの人気ドラマに出演。女優としても活動している。
『CSI:ニューヨーク」の製作総指揮ピーター・レンコヴは、若く魅力的な新人を起用したいと考え、ピーターの娘にとってアイコン的存在のクリスティンが最適と思い、抜擢したと語っている。
クリスティンは、リアリティドラマ以外で演じるときに一番苦労したことは、周りの役者と演技力の差が大きかったことだと明かしている。当初クリスティンの女優としての演技力は素人レベルだったため「小さい頃から演技レッスンを受けている人たちのレベルに追いつくには、人一倍努力しなければいけなかった」と語っている。

### 映画
- 2007年 踏み切り  Fingerprints （クリスタル役）
- 2008年  スプリング・ブレイクダウン Spring Breakdown （サマー役）
- 2008年 グリーンフラッシュGreen Flash （ ラナ役）
- 2009年 初体験:ハイスクール・チェリーパイWild Cherry （トリッシュ役）
- 2009年 ヴァン・ワイルダー: オレたちの学園を取り戻せ!  National Lampoon's Van Wilder: Freshman Year （ケイトリン役）

### PV出演
- Teddy Geiger「For You I Will (Confidence)」[4]
- Gavin DeGraw「In Love With A Girl」[5]

### その他の活動
2010年7月、シューズブランドのShoe Dazzle(シュー・ダズル）からクリスティンがデザインした靴を発表することになった。

## 私生活
2008年3月、レーシック視力矯正手術を受けた。
2011年4月にシカゴ・ベアーズのクォーターバックであるジェイ・カトラーと婚約したが、同年7月中旬に破棄。どちらも自身のツイッターで公式に発言している。同年12月、ジェイと再度婚約したことを自身のツイッターで発表。2012年8月、男の子を出産。